# Minouche Barelli
Minouche Barelli (* 13. Dezember 1947 in Paris; † 20. Februar 2004 in Monaco; richtiger Name Marie-Pierre Barelli) war eine französisch-monegassische Sängerin. Sie war die Tochter von Aimé Barelli und Lucienne Delyle.

## Leben und Wirken
Ihre ersten Lieder veröffentlichte Minouche Barelli im Jahr 1966.
1967 vertrat die damals 19-jährige Sängerin das Fürstentum Monaco beim Grand Prix Eurovision (Eurovision Song Contest) in Wien und platzierte sich mit dem für damalige Verhältnisse außergewöhnlichen Titel Boum Badaboum auf dem fünften Rang. Ihr Vater Aimé Barelli begleitete sie als Dirigent. Der Komponist des monegassischen Beitrags war Serge Gainsbourg, der Franzose gewann als Songschreiber den Grand Prix 1965 für Luxemburg mit Poupée de cire, poupée de son.
Minouche Barelli nahm im Jahr 2002 die monegassische Staatsbürgerschaft an.
Völlig unerwartet starb Minouche Barelli am 20. Februar 2004 in Monaco.

## Diskografie
EPs
- 1966: Je prendrai tout
- 1966: Goualante 67
- 1966: Du moment que
- 1966: Ça fait du bruit
- 1967: Boum badaboum